# 大仲馬站
大仲馬站（法語：Alexandre Dumas）是巴黎地鐵2號線的一個車站，位於巴黎11區和巴黎20區的交界處，得名于以法国作家大仲马命名的大仲马路。大仲馬站開業於1903年1月31日，是巴黎地鐵2號線延伸工程的一部分。車站所在處曾有一座城門，在19世紀時拆除。

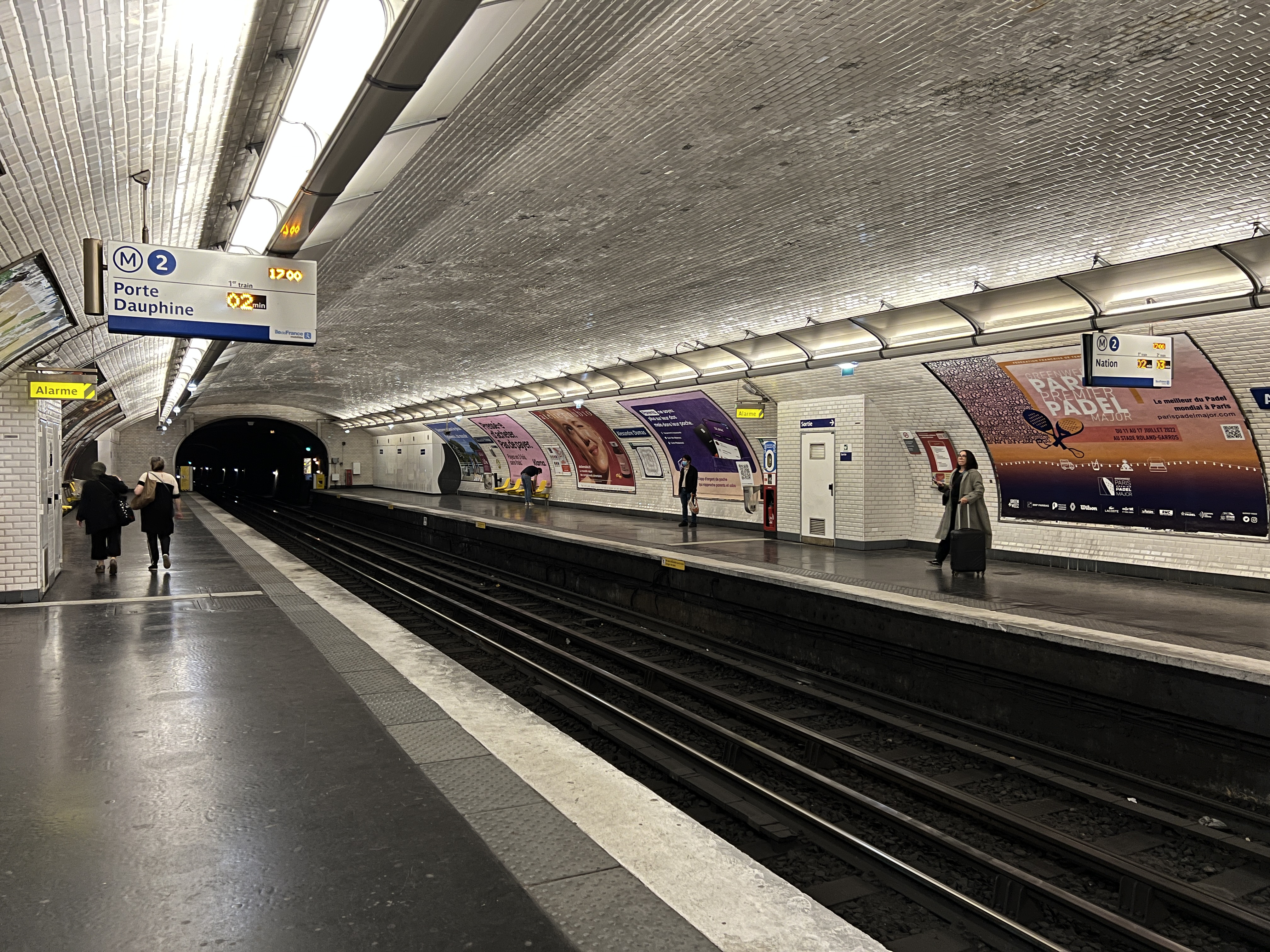
月台 (2022年7月)

## 車站結構
| 街道   |                    |                        |
| B1     | 月台連接夾層       |                        |
| 月台層 | 側式月台，右側開門 | 側式月台，右側開門     |
| 月台層 | 1號月台            | 往太子妃门（腓力二世） |
| 月台層 | 2號月台            | 往民族（阿夫龙）       |
| 月台層 | 側式月台，右側開門 |                        |